# Magda Křížková
Magdalena „Magda“ Křížková (* 13. září 1955 Praha), provdaná Šebestová, je česká herečka, zpěvačka a překladatelka, která se do širšího povědomí dostala jako dětská hvězda divadla Semafor na konci 60. let 20. století. Později ztvárnila menší role ve filmech Jiřího Menzela, Jana Svěráka nebo Marie Poledňákové.

## Semafor a divadelní kariéra
Magdu Křížkovou doporučil na konkurz do divadla asistent režie, který desetiletou dívenku v roce 1965 náhodně slyšel zpívat během cesty autobusem. Jiří Suchý tehdy hledal dětské představitelky do hry Benefice (1966) a Magda byla přijata jako alternace Lenky Hartlové (k jejich nejznámějším písním ze hry patří duety Toulaví zpěváci, Tulák nebo Máme rádi zvířata). Vedle toho vystupovala také v televizních, rozhlasových a zájezdových programech divadla, dále v Suchého recitalu Ten pes je váš?  či v muzikálu Čarodějky. Nárazově s Jiřím Suchým pracovala i v dalších letech, mimo jiné jako překladatelka jeho děl do angličtiny (Dr. Johann Faust, Praha II, Karlovo nám. 40 nebo Vetešník). Vedle Semaforu Magda Křížková vystupovala např. v klubu Olympik (pořad Ondřeje Suchého Měly jsme kdysi míč), v divadle Viola (Zvířátka, milenky, věci a sny či program Jana Koláře Walk Over aneb Zpověď V+W, kde hrála po boku Františka Filipovského a jeho dcery Pavlíny). Spolupracovala také na hudebních programech Jiřího Dědečka a Jana Buriana, stejně jako Jana Vodňanského nebo Přemysla Ruta.

## Filmová kariéra
Již v dětském věku se objevila nejprve v televizním filmu Evy Sadkové Poslední opona (1965), později v autorském snímku Jiřího Suchého Nevěsta (1970). Zahrála si řadu vedlejších postav v úspěšných filmech jako S tebou mě baví svět (1982), Vesničko má středisková (1985), Nejistá sezóna (1987) nebo Kolja (1996). Mezi její výraznější televizní role patřila postava dívky Kateřiny ve druhé řadě seriálu Pan Tau (1975).

## Překladatelka
Vedle herecké a pěvecké kariéry se věnovala studiu jazyků, absolvovala obor tlumočnictví a překladatelství na Filosofické fakultě Univerzity Karlovy (angličtina, ruština). V tomto oboru pracovala i pro kancelář prezidenta Václava Havla, Rádio Svobodná Evropa nebo mezinárodní festival Anifest.

## Osobní život
Ve věku dvaceti pěti let se provdala za lékaře Pavla Šebestu, cévního chirurga, s nímž má syna Adama a dceru Annu. Po rozvodu žila s hercem Markem Brodským, s nímž se objevila i v dokumentárních snímcích Diagnóza Brodský (2013) či Legenda "Bíba" Brodská (2014, též autorka scénáře).